# Triatlon op de Olympische Zomerspelen 2012
Triatlon is een van de sporten die beoefend werden tijdens de Olympische Zomerspelen 2012 in Londen. De wedstrijden voor de vrouwen en mannen vonden respectievelijk op 4 en 7 augustus plaats met start en finish in het Hyde Park.
Een olympische triatlon bestaat uit 1,5 kilometer zwemmen, 40 kilometer fietsen en 10 kilometer lopen. Zowel bij de mannen als bij de vrouwen mochten maximaal 55 deelnemers van start gaan en is stayeren bij het fietsen toegestaan.

## Kwalificatie
De kwalificatieperiode liep van 1 juni 2010 tot en met 31 mei 2012. De acht beste landen op de wereldranglijst mochten maximaal drie atleten afvaardigen, de andere landen maximaal twee. Op diverse wedstrijden konden startplaatsen worden verdiend en er was een olympische kwalificatielijst die rekening hield met de prestaties tussen juni 2010 en juni 2012. Er werd alleen een wildcard bij de mannen uitgedeeld door de Olympische tripartitecommissie.
Het gastland had automatisch het recht op een startplaats bij zowel de mannen als bij de vrouwen indien geen enkele Brit zich via de kwalificatie had geplaatst. Hier hoefde geen gebruik van te worden gemaakt. Op het eerste kwalificatie moment kwalificeerden twee mannen en een vrouw zich al, ook was Groot-Brittannië zowel bij de mannen als de vrouwen een van de top-8 landen.
Plaats invullingen
| Toernooi                                           | Datum                                              | Locatie                                            | Mannen | Vrouwen |
| -------------------------------------------------- | -------------------------------------------------- | -------------------------------------------------- | ------ | ------- |
| Mondiaal kwalificatietoernooi                      | 6-7 augustus 2011                                  | Londen                                             | 3      | 3       |
| Aziatisch kampioenschap 2011                       | 24-25 september 2011                               | Mehua Lake, Yilan County                           | 1      | 1       |
| Pan-Amerikaanse Spelen 2011                        | 23 oktober 2011                                    | Puerto Vallarta                                    | 1      | 1       |
| Europees kampioenschap 2012                        | 17-22 april 2012                                   | Eilat                                              | 1      | 1       |
| Oceanisch kampioenschap 2012                       | 10 maart 2012                                      | Devonport                                          | 1      | 1       |
| Afrikaans kwalificatietoernooi                     | 31 maart 2012                                      | Le Morne                                           | 1      | 1       |
| ITU olympische kwalificatieranglijst (31 mei 2012) | ITU olympische kwalificatieranglijst (31 mei 2012) | ITU olympische kwalificatieranglijst (31 mei 2012) | 42     | 43      |
| Beste niet-gekwalificeerd land                     | Beste niet-gekwalificeerd land                     | Beste niet-gekwalificeerd land                     | 3      | 3       |
| Aangewezen door de Olympische tripartitecommissie  | Aangewezen door de Olympische tripartitecommissie  | Aangewezen door de Olympische tripartitecommissie  | 1      | 0       |
| Aangewezen na herindeling                          | Aangewezen na herindeling                          | Aangewezen na herindeling                          | 1      | 1       |
| Totaal                                             | Totaal                                             | Totaal                                             | 55     | 55      |

## Programma
| Onderdeel | Datum      | Tijd (MEZT) |
| --------- | ---------- | ----------- |
| Vrouwen   | 4 augustus | 10:00       |
| Mannen    | 7 augustus | 12:30       |

## Medailles
| Onderdeel | Goud | Goud              | Zilver | Zilver                      | Brons | Brons             |
| --------- | ---- | ----------------- | ------ | --------------------------- | ----- | ----------------- |
| Mannen    | GBR  | Alistair Brownlee | ESP    | Francisco Javier Gómez Noya | GBR   | Jonathan Brownlee |
| Vrouwen   | SUI  | Nicola Spirig     | SWE    | Lisa Nordén                 | AUS   | Erin Densham      |

### Medaillespiegel
| Plaats | Land             | NOC    | Goud | Zilver | Brons | Totaal |
| ------ | ---------------- | ------ | ---- | ------ | ----- | ------ |
| 1      | Groot-Brittannië | GBR    | 1    | 0      | 1     | 2      |
| 2      | Zwitserland      | SUI    | 1    | 0      | 0     | 1      |
| 3      | Spanje           | ESP    | 0    | 1      | 0     | 1      |
| 3      | Zweden           | SWE    | 0    | 1      | 0     | 1      |
| 5      | Australië        | AUS    | 0    | 0      | 1     | 1      |
| Totaal | Totaal           | Totaal | 2    | 2      | 2     | 6      |